# Odontanthias katayamai
Odontanthias katayamai is een straalvinnige vissensoort uit de familie van zaag- of zeebaarzen (Serranidae). De wetenschappelijke naam van de soort werd voor het eerst geldig gepubliceerd in 1979 door Randall, Maugé & Plessis.